# Кисло-солодкий соус

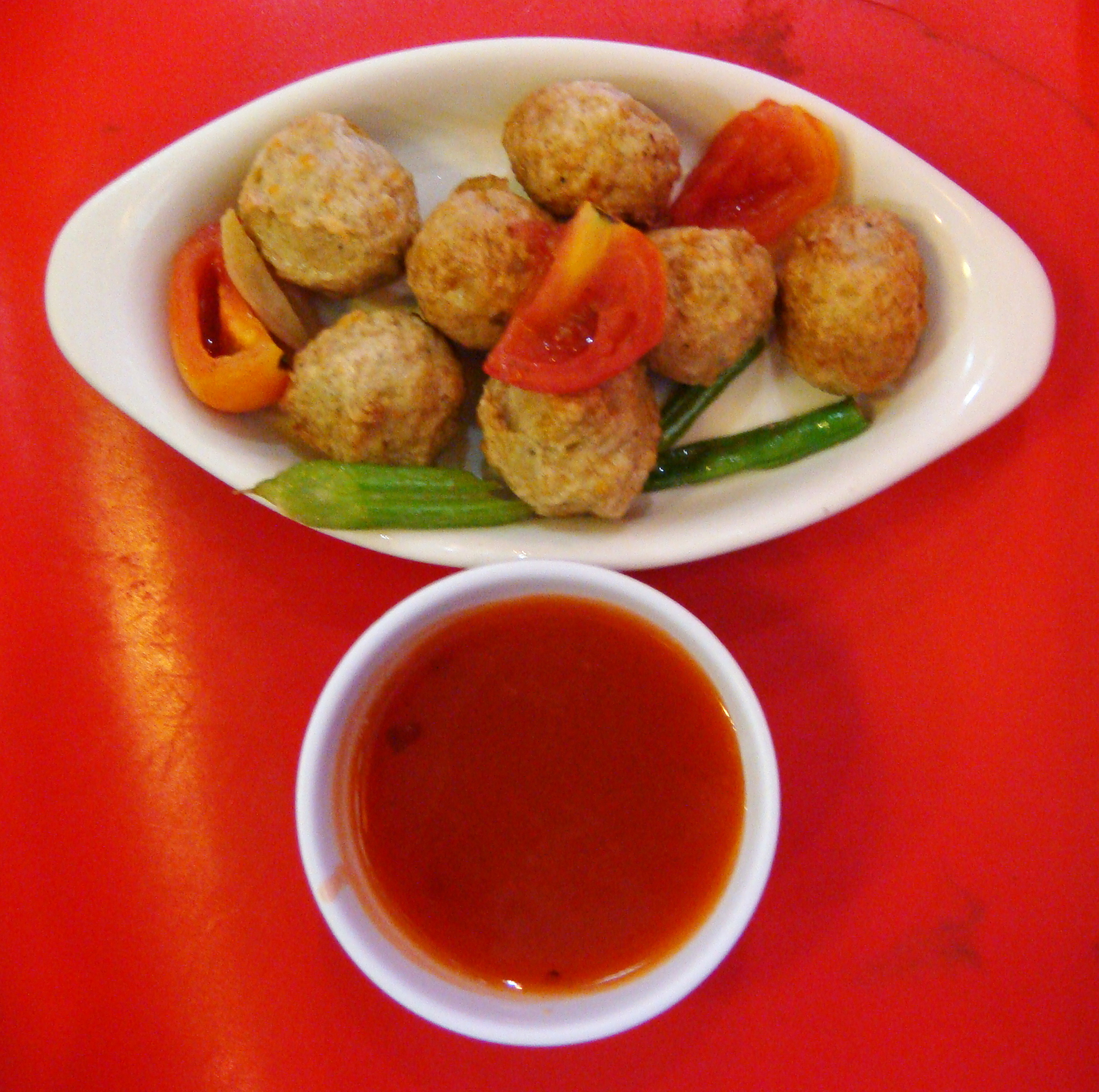
Кисло-солодкі кульки Бід-бід (Elops affinis)

Кисло-солодкий — загальна назва смаку, яка охоплює багато стилів соусів, кухні та методів приготування. Цей смак широко використовується у Китаї. У Англії він відомий з часів Середньовіччя, і до цього часу є популярним в Європі та Америках.

## Китайська кухня
Деякі дослідники вважають, що оригінальний кисло-солодкий соус (спрощ.: 糖醋酱; кит. трад.: 糖醋醬) походить з провінції КНР Хунань, однак традиційний соус там є легкою сумішшю оцту та цукру, яка зовсім не схожа на те, що більшість китайців та інших людей вважають кисло-солодким соусом.
На більшості території Китаю кисло-солодкий соус використовується як «дип» для вмокання риби та м'яса, а не приготування (що більш поширене у «вестернізованій» китайській кухні). Цей стиль використання соусів популярний серед китайців, які зв'язують певні соуси з певними видами м'яса, наприклад чилі-соєвий для креветок та оцтово-часниковий для гусятини. Однак, є інші страви, такі як кантонська кисло-солодка свинина або кисло-солодкі кульки з лобстерів (Loong har kow), в яких м'ясо готується на воку і соус додається туди перед подачею.
Не всі страви готуються; деякі, такі як «кисло-солодкий овочево-фруктовий» салат східних регіонів Китаю поєднує салатні овочі (огірок, помідор, перець-паприку і цибулю) з сумішшю ананас (або груші), оцту і цукру, та подається холодним.
Традиційно у Китаї соуси створюють змішуванням цукру або меду з кислою рідиною (рисовим оцтом, соєвим соусом) та спеціями (імбиром і гвоздикою). Зрідка використовується томатна паста, але як правило лише у західній кухні.

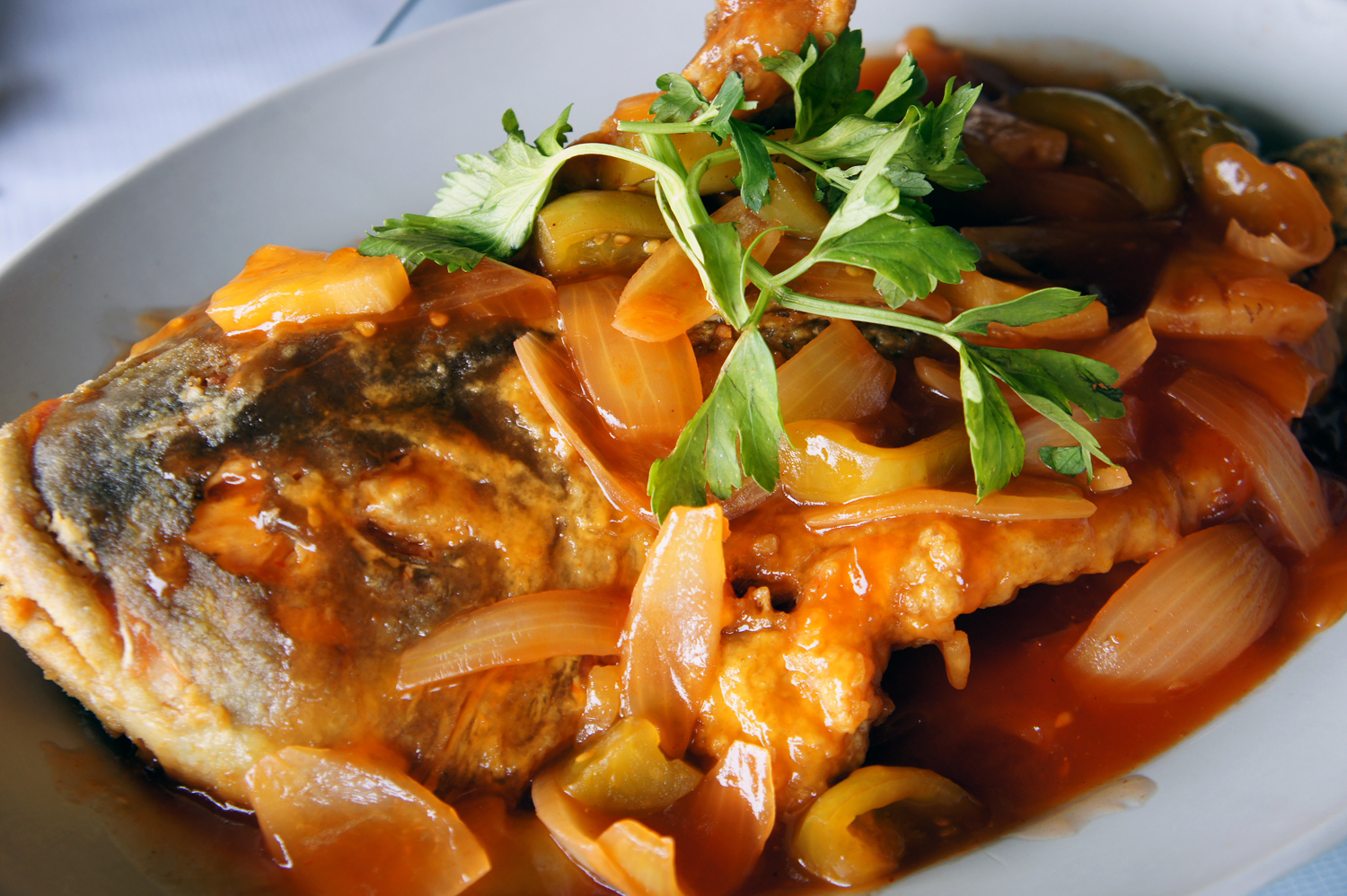
Кисло-солодкий сібас

Кантонський кисло-солодкий соус є прямим предком соусу з такою ж назвою, який продається у західних країнах, та початково був створений для кисло-солодкої свинини. Відомий шеф-кухар з Гонконгу, Леунг Кінг, мав такий рецепт власного кисло-солодкого соусу: білий рисовий оцет, сіль, китайський коричневий карамелізований цукор, кетчуп, Вустерський соус і темний соєвий соус.

### Регіональні варіації

#### Го бао жоу
Го бао жоу (спрощ.: 锅包肉; кит. трад.: 鍋包肉) — класична страва Північно-східного Китаю (Внутрішня Маньчжурія), батьківщиною якої є місто Харбін, провінція Хейлунцзян. Страва складається з великої кількості тонко нарізаних шматочків свинини у клярі з картопляного крохмалю, двічі засмажених у фритюрі до хрусткості. Потім шматочки злегка покривають варіантом кисло-солодкого соусу, який роблять з свіже приготованого сиропу, рисового оцту, імбиру та часнику. Кляр просочується соусом та стає м'якшим. Пекінський варіант соус легкий та рідкий, а північно-східний часто є більш тягучим, бо у ньому використовують карамелізований цукор, або у простішому варіанті — додають кетчуп.

#### Риба-мандарин у формі білки
Риба-мандарин у формі білки (спрощ.: 松鼠鳜鱼) — страва з Суджоу, провінція Цзянсу, яка хрустка ззовні та м'яка в центрі. Тушку риби Siniperca chuatsi надрізають таким чином, щоб при приготуванні вона розійшлася віялом як хвіст білки. Рибу подають политою кисло-солодким соусом та прикрашеною креветками та сухими паростками бамбука.

#### Кисло-солодкий короп Жовтої ріки
Кисло-солодкий короп Жовтої ріки є традиційною стравою провінції Шаньдун, особливо міста Цзінань. На коропі роблять діагональні надрізи на половину глибини, потім обмащують кукурудзяним борошном та жарять у фритюрі. Риба згинається, а надрізи розкриваються. Потім страву поливають кисло-солодким соусом. Це одна з характерних страв кухні Лу.

#### Кисло-солодкі реберця
Кисло-солодкі реберця (кит.: 糖醋小排; піньїнь: tángcù xiǎopái) — популярна страва шанхайської кухні, в якій свинячі реберця злегка обмащують кукурудзяним крохмалем та спеціями, а потім смажать та подають у кисло-солодкому соусі.

#### Гонконзька/Кантонська кухня
Оригінальна кантонська кисло-солодка свинина (спрощ.: 咕噜肉; кит. трад.: 咕嚕肉; єл.: gūlōuyuhk; літ.: 'м'ясо, що гуркоче') готується з оцтом, консервованими сливами та цукерками з глоду. В результаті вона отримує майже багряний колір та кисло-солодкий смак. Споріднена гонконзька/кантонська страва — кисло-солодкі реберця (кит.: 生炒排骨; єл.: sāangcháau pàaigwāt; літ.: 'обсмажені реберця'), в якому в рецепті свиняче філе замінене на свинячі реберця.

## За межами Китаю

### Корея

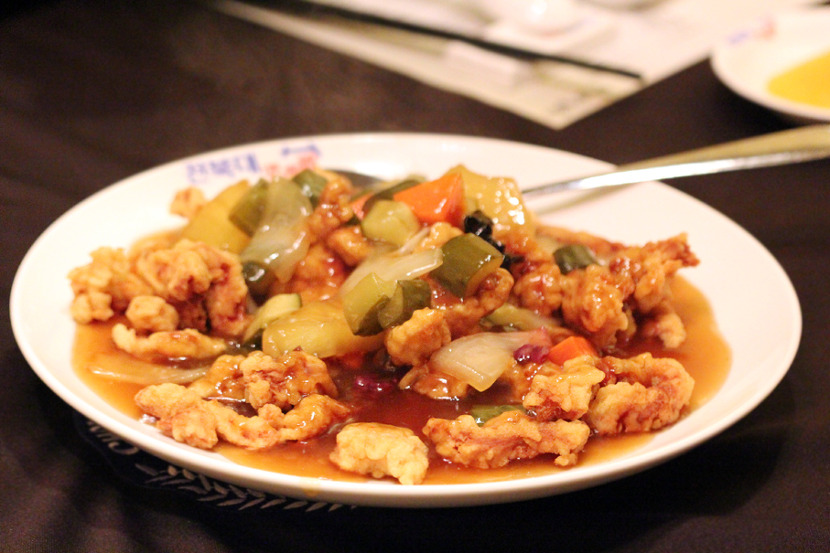
Тангсуюк

У Південній Кореї, кисло-солодка страва тангсуюк (кор. 탕수육) є однією з найбільш популярних. Її роблять зі свинини або яловичини, маленькі шматочки обвалюють у картопляному крохмалі/крохмалі з солодкої картоплі/кукурудзяному крохмалі або борошні з клейкого рису, та двічі обсмажуються у фритюрі. Страва подається з кисло-солодким соусом, який типово роблять з киплячого оцту, цукру та води, та різноманітними фруктами та овочами, наприклад морквою, огірком, цибулею, грибами-аурикулярією і ананасом. Для загущування соусу використовується крохмаль.

### Західний світ

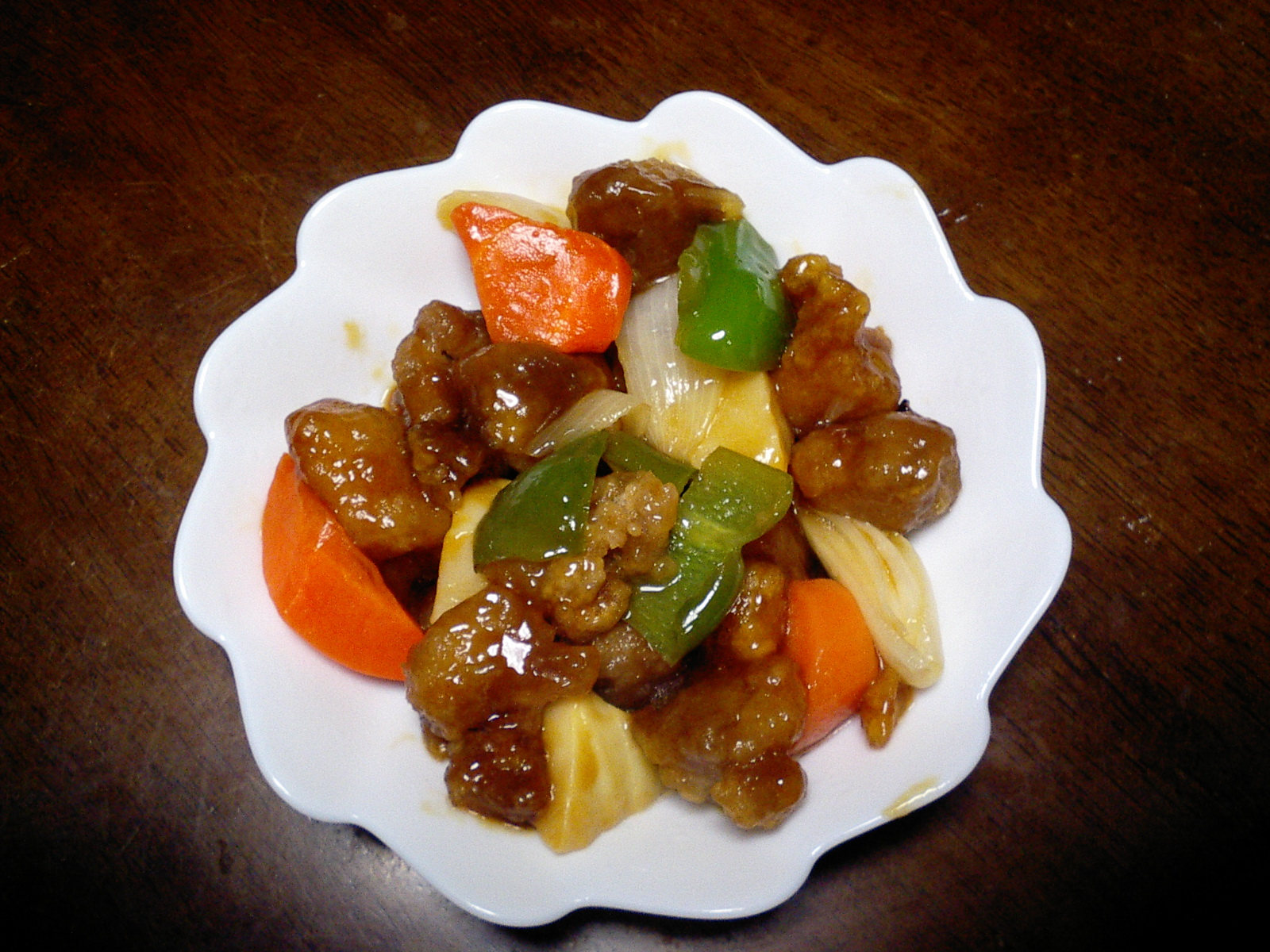
Кисло-солодка свинина

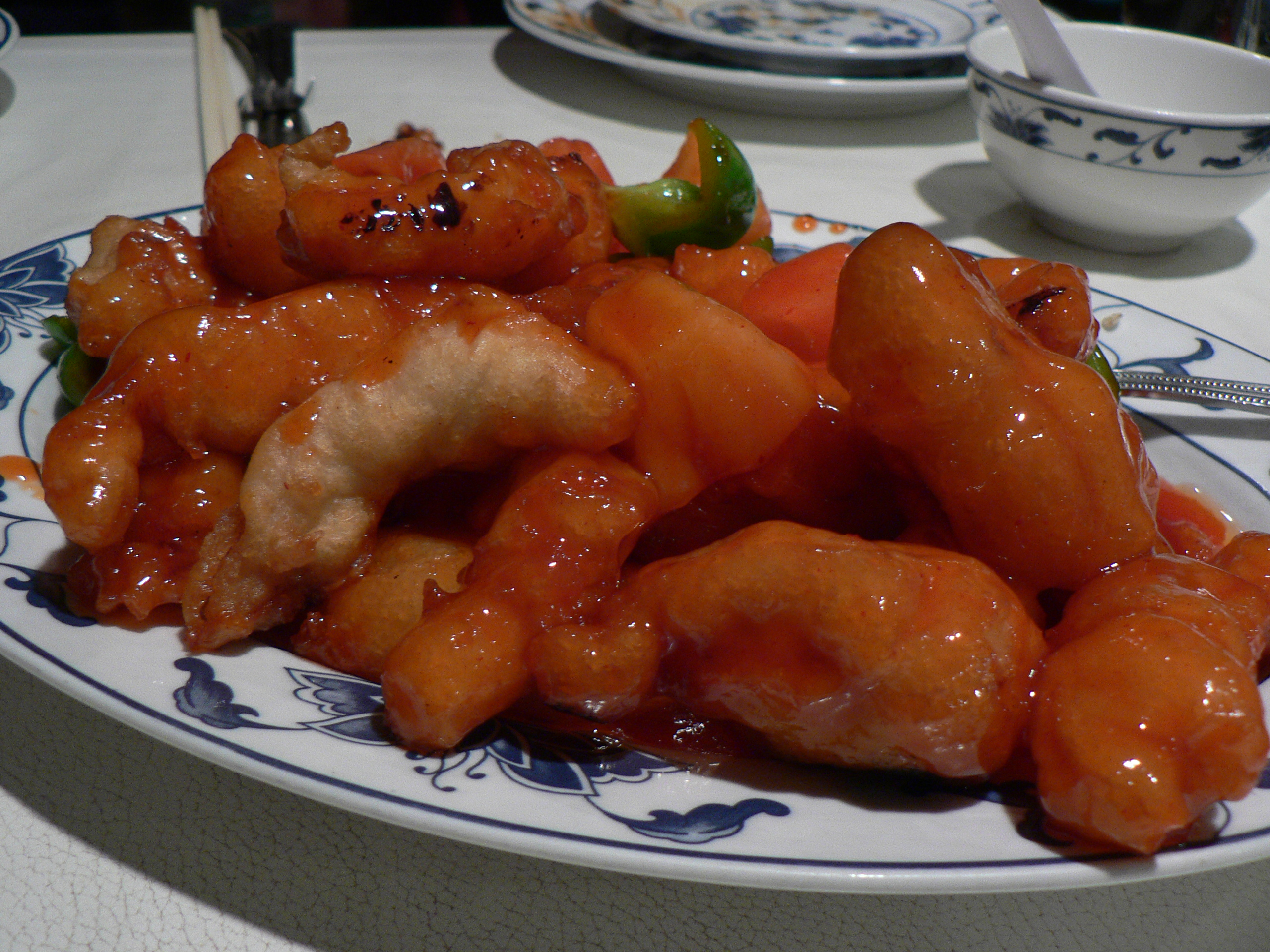
Кисло-солодка курка

Кисло-солодка курка — страва, популярна у китайських ресторанах різних країн Заходу (Європі, Північній і Південній Америці, Австралії). Страва зазвичай складається з білого м'яса курки у клярі, обсмаженого у фритюрі, що подається з кисло-солодким соусом. Деколи до неї додається ананас, зелений перець, морква або солодкі мариновані огірки.
Кисло-солодка свинина — китайська страва, особливо популярна у «озахідненій» кантонській кухні і поширена по всьому світі. Декілька провінцій Китаю сперечаються, що саме їх страва була попередником цієї страви. Страва складається зі смажених у фритюрі маленьких шматочків свинини, які потім додатково обсмажують у більш відомій за межами Китаю версії кисло-солодкого соусу, яку роблять з цукру, кетчупу, білого оцту та соєвого соусу, і додаткових інгредієнтів, таких як ананас, зелений стручковий перець і цибуля.
У англійській кухні, кисло-солодкий соус відомий з Середньовіччя, адже рецепти кисло-солодких м'яса та риби наведені у кулінарній книзі 1390 року «The Forme of Cury». У французькій кухні існують страви, які передбачають занурення їжі у великі обсяги кисло-солодкого соусу (агрідольче).
Західні культури використовують кисло-солодкий соус двома способами — при безпосередньому приготуванні страви або холодним — для поливу страви або як дип-соус. Спільним для західних кисло-солодких соусів є додавання фруктів (наприклад, ананасу) та овочів (наприклад, солодкого перцю та зеленої цибулі). Традиційний рисовий оцет стає більш доступним у західних країнах через збільшення магазинів азійських товарів, але досі часто у таких стравах використовується суміш звичайного оцту та хересу. Також для задоволення західних смаків поширене використання кукурудзяного крохмалю як загущувача та кетчупу для надання більш інтенсивного червоного кольору страві.
Домашні або брендові варіації кисло-солодкого соусу використовуються у кухні барбекю.
Китайські ресторани у західних країнах зазвичай подають курятину, свинину чи креветку у клярі, смажені у фритюрі та политі кисло-солодким соусом. Часто також перед цим, кисло-солодкий соус тушкують з різаним зеленим перцем, цибулею та ананасом.
Ресторани швидкого харчування такі як McDonald's, Burger King і Wendy's мають власні бренди кисло-солодких соусів у дрібній упаковці, які зазвичай пропонуються як дип для курячих крилець та наггетсів.
У Британії в останні роки китайський кисло-солодкий соус поступився тайському соусу-дипу з солодкого чилі, який тепер часто подають навіть до ряду західних закусок, таких як рибні пальчики, картопля фрі, кальмари та креветки.